# Marcin ze Ściborza
Marcin ze Ściborza herbu Ostoja (zm. przed 1402) – kanonik włocławski i płocki.

## Życiorys
Pochodził ze Ściborza na Kujawach. Jego ojcem był Mościc ze Ściborza, dziedzic Ściborza, wojewoda gniewkowski i starosta brzeski kujawski. Od 1386 roku występuje w źródłach jako pełniący funkcję kanonika włocławskiego. Był także kanonikiem płockim. Miał trzech braci: Ścibora, wojewodę siedmiogrodzkiego, Mikołaja, kasztelana bydgoskiego i Andrzeja, podczaszego inowrocławskiego lub gniewkowskiego. Jego siostrą była Zofia, małżonka kasztelana międzyrzeckiego Przedpełka ze Stęszewa h. Łodzia. Marcin ze Ściborza zmarł przed 1402 rokiem.